# Isognathus
Isognathus ist eine Gattung innerhalb der Schmetterlingsfamilie der Schwärmer (Sphingidae).

## Merkmale
Die mittelgroßen Falter haben Vorderflügel, die ein Muster aus verschiedenen Grau- und Brauntönen mit vereinzeltem Schwarz aufweisen. Die Basis und der Analwinkel der Hinterflügel ist bei allen Arten orange bis gelb, der Außenrand ist dunkelbraun bis schwarz. Oberhalb des Analwinkels am Rand des dunklen Außenrandes befindet sich ein dumpf-blauer bis blaugrauer Fleck, der durch ein oder zwei schwarze Bänder geteilt wird. Die Morphologie der Genitalien ähnelt jener bei den Gattungen Erinnyis und Pseudosphinx.
Die bisher bekannten Raupen sind im letzten Stadium auffällig gefärbt und haben ein langes, fadenförmiges Analhorn.

## Vorkommen und Lebensweise
Die Gattung ist neotropisch verbreitet. Die meisten Arten treten in Südamerika auf, einige wenige Arten treten jedoch auch nördlich bis in den Norden Mexikos und in die Karibik auf. Isognathus rimosa ist als seltener Irrgast aus Nordamerika bekannt.
Die Raupen ernähren sich offenbar bevorzugt von Hundsgiftgewächsen (Apocynaceae), es gibt jedoch auch Nachweise an Maulbeergewächsen (Moraceae). Die Verpuppung findet in einem locker gesponnenen Kokon am Erdboden statt.

## Systematik
Weltweit sind 11 Arten der Gattung bekannt:
- Isognathus allamandae Clark, 1920
- Isognathus australis Clark, 1917
- Isognathus caricae (Linnaeus, 1758)
- Isognathus excelsior (Boisduval, [1875])
- Isognathus leachii (Swainson, 1823)
- Isognathus menechus (Boisduval, 1875)
- Isognathus mossi Clark, 1919
- Isognathus occidentalis Clark, 1929
- Isognathus rimosa (Grote, 1865)
- Isognathus scyron (Cramer, 1780)
- Isognathus swainsonii Felder & Felder, 1862

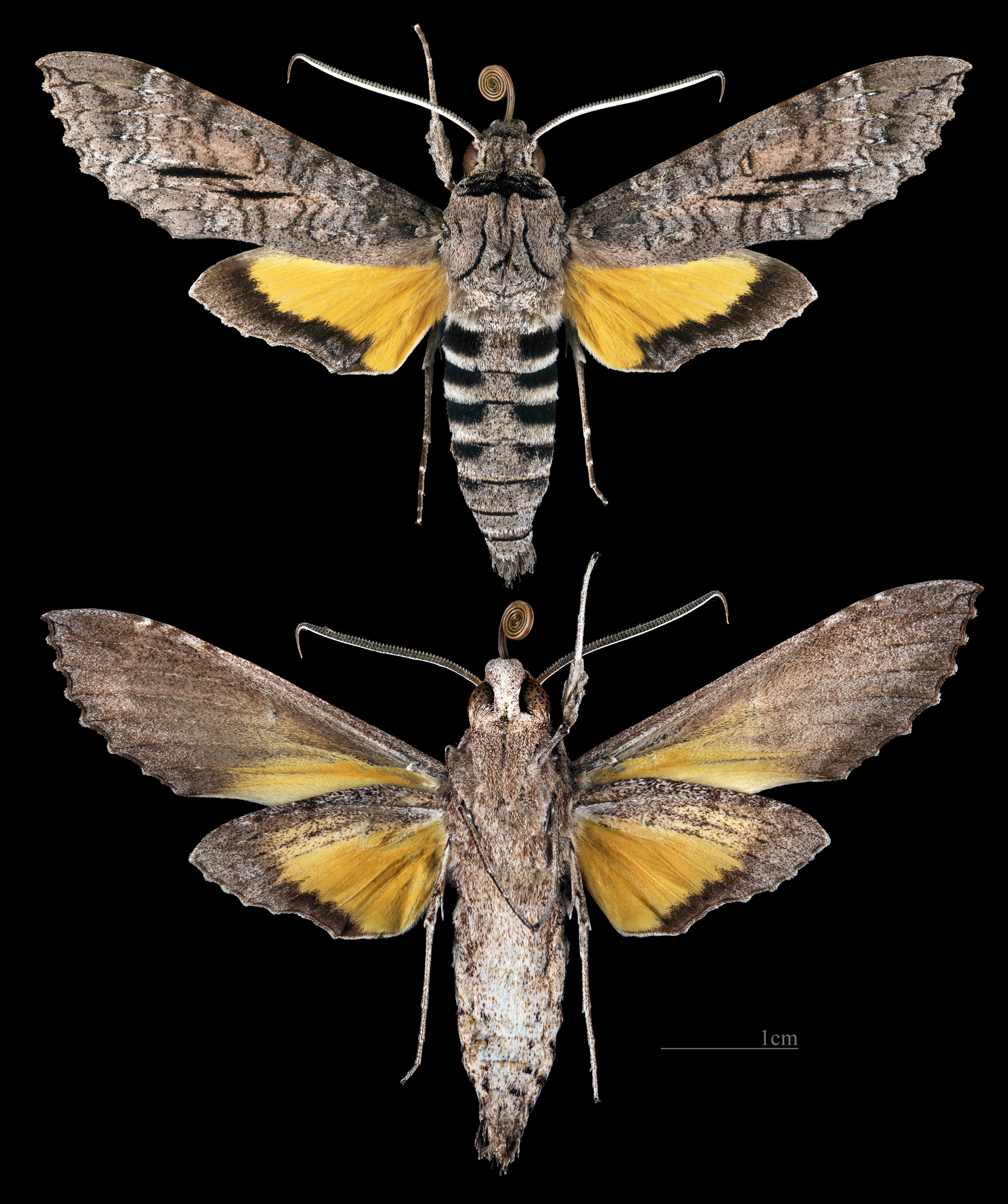
Isognathus allamandae
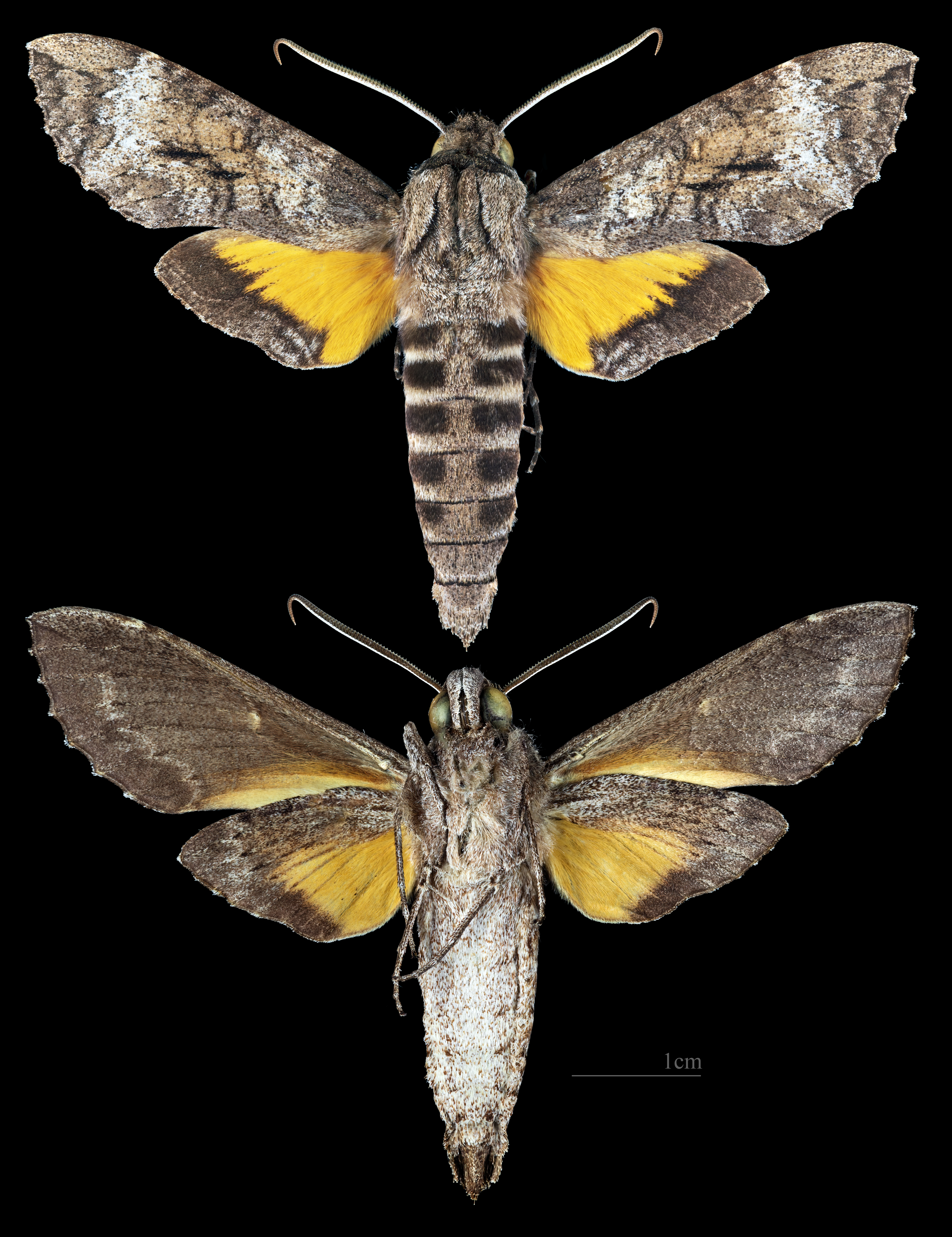
Isognathus australis
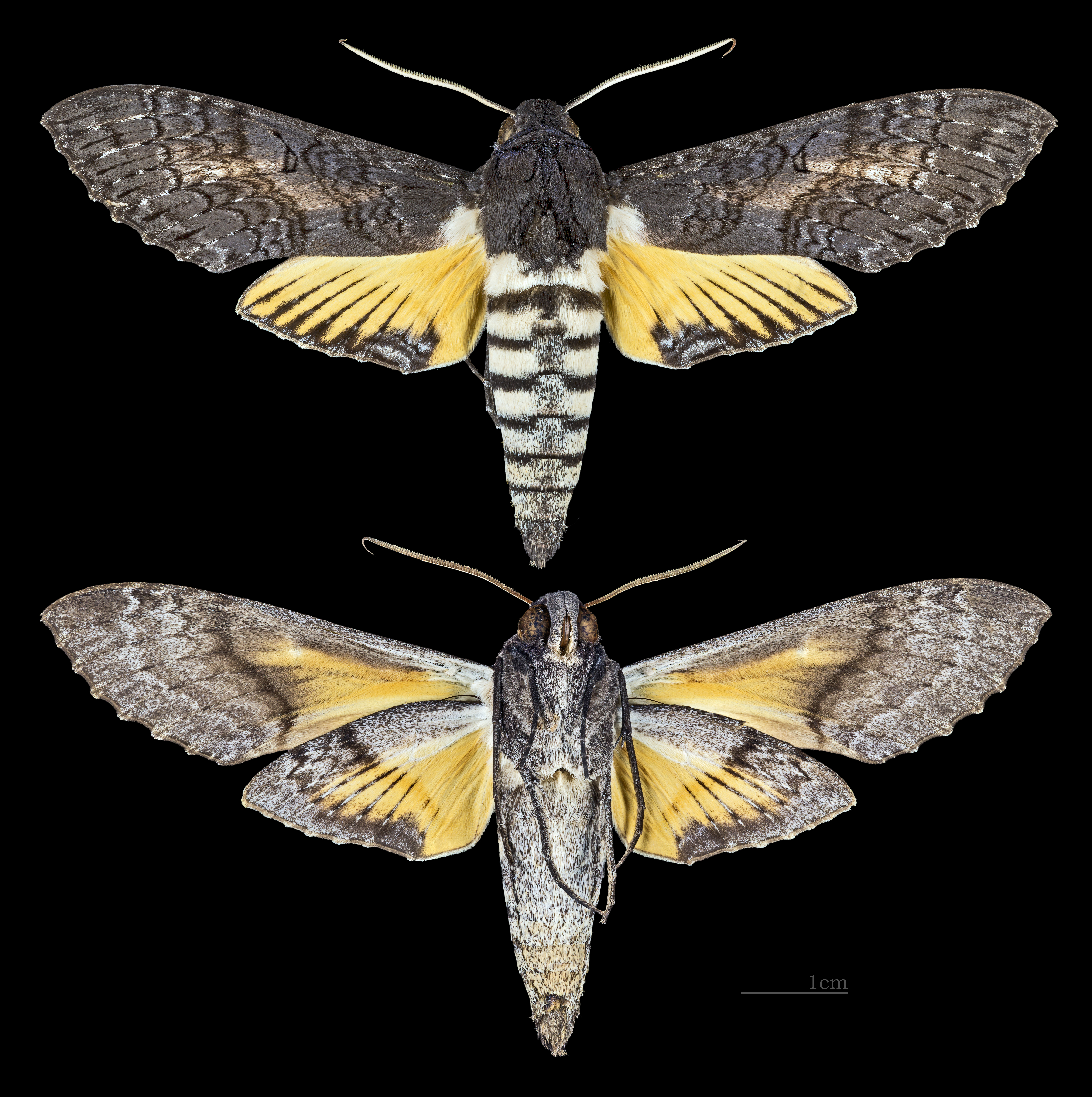
Isognathus caricae
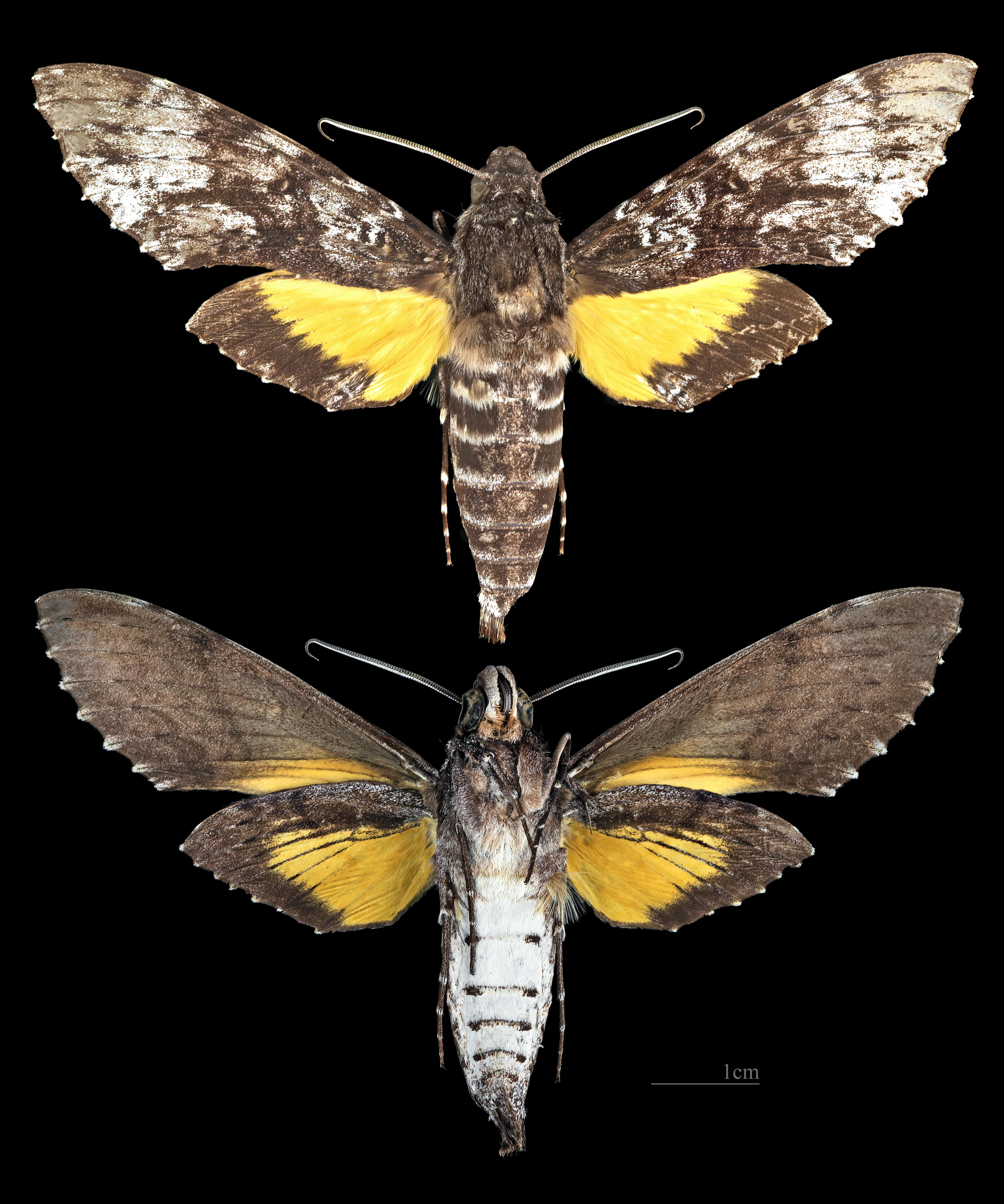
Isognathus excelsior
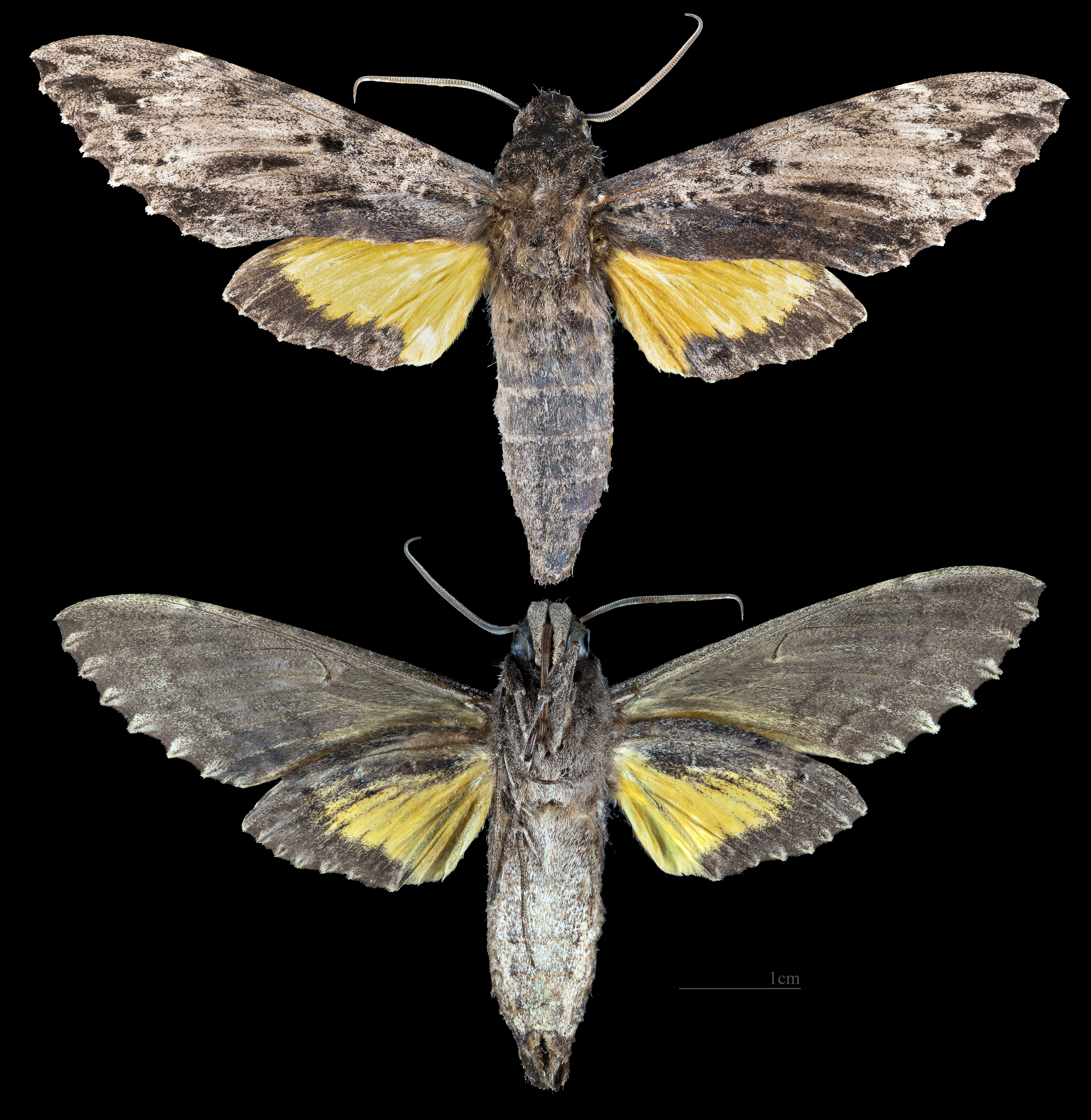
Isognathus leachii
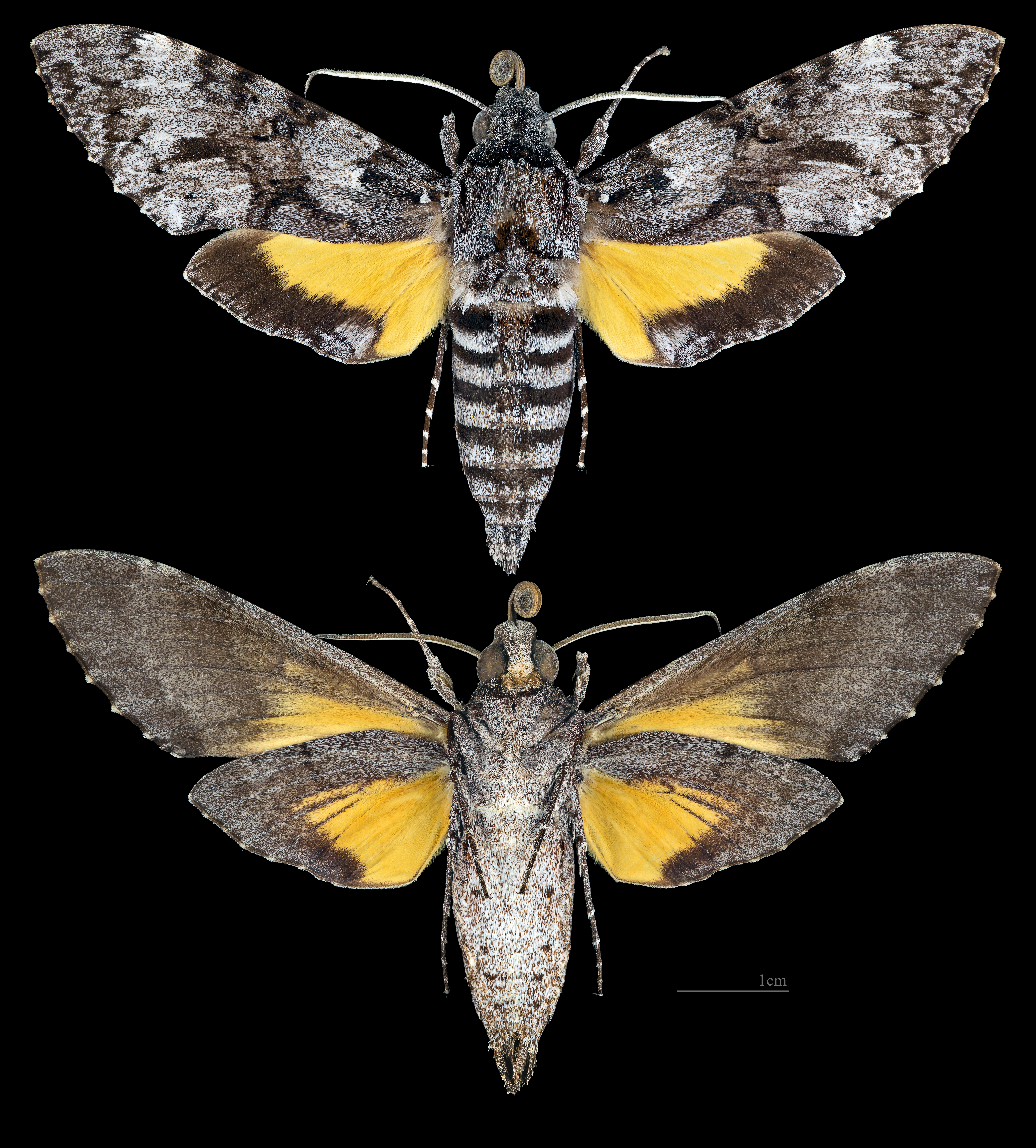
Isognathus menechus
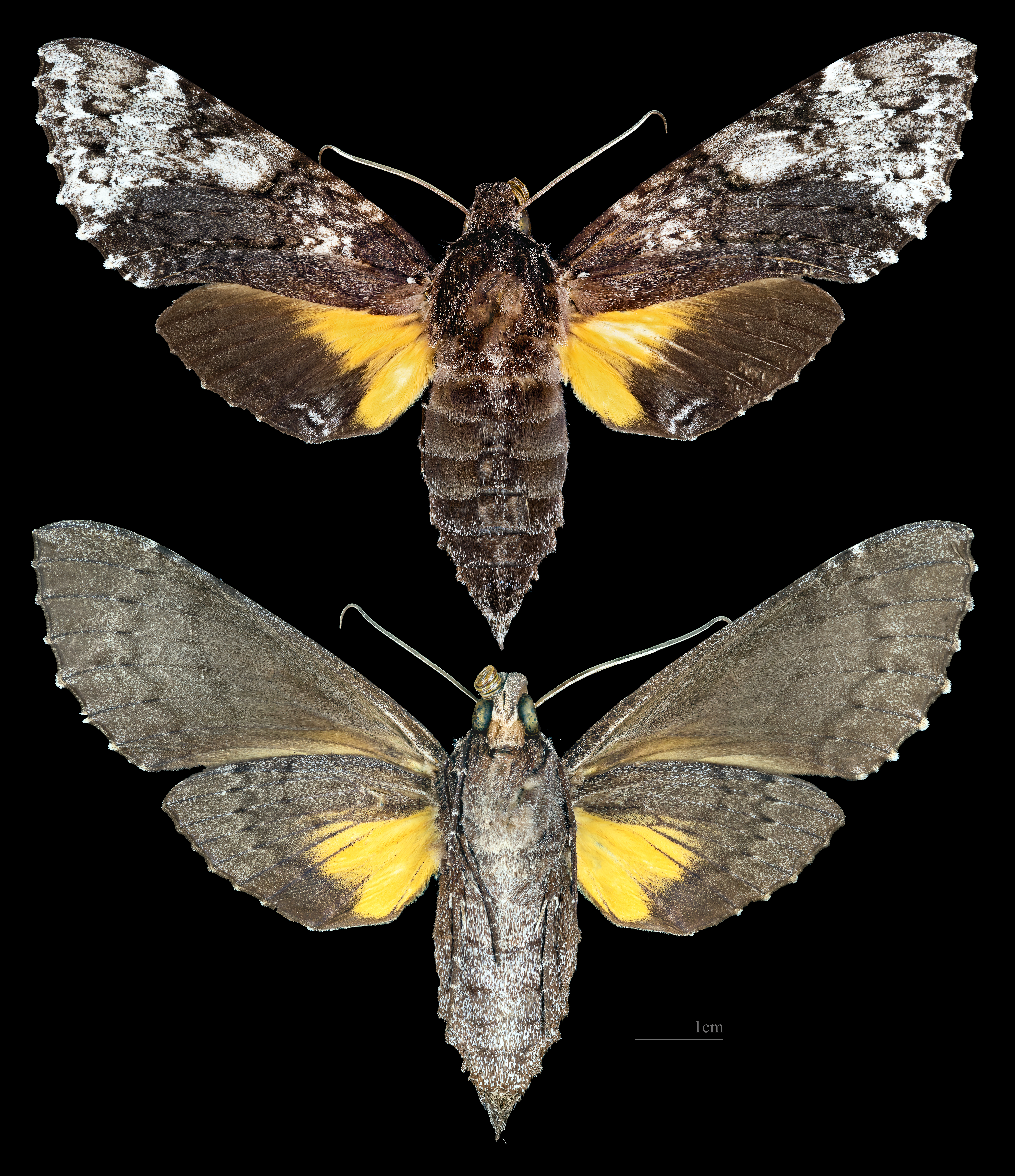
Isognathus occidentalis
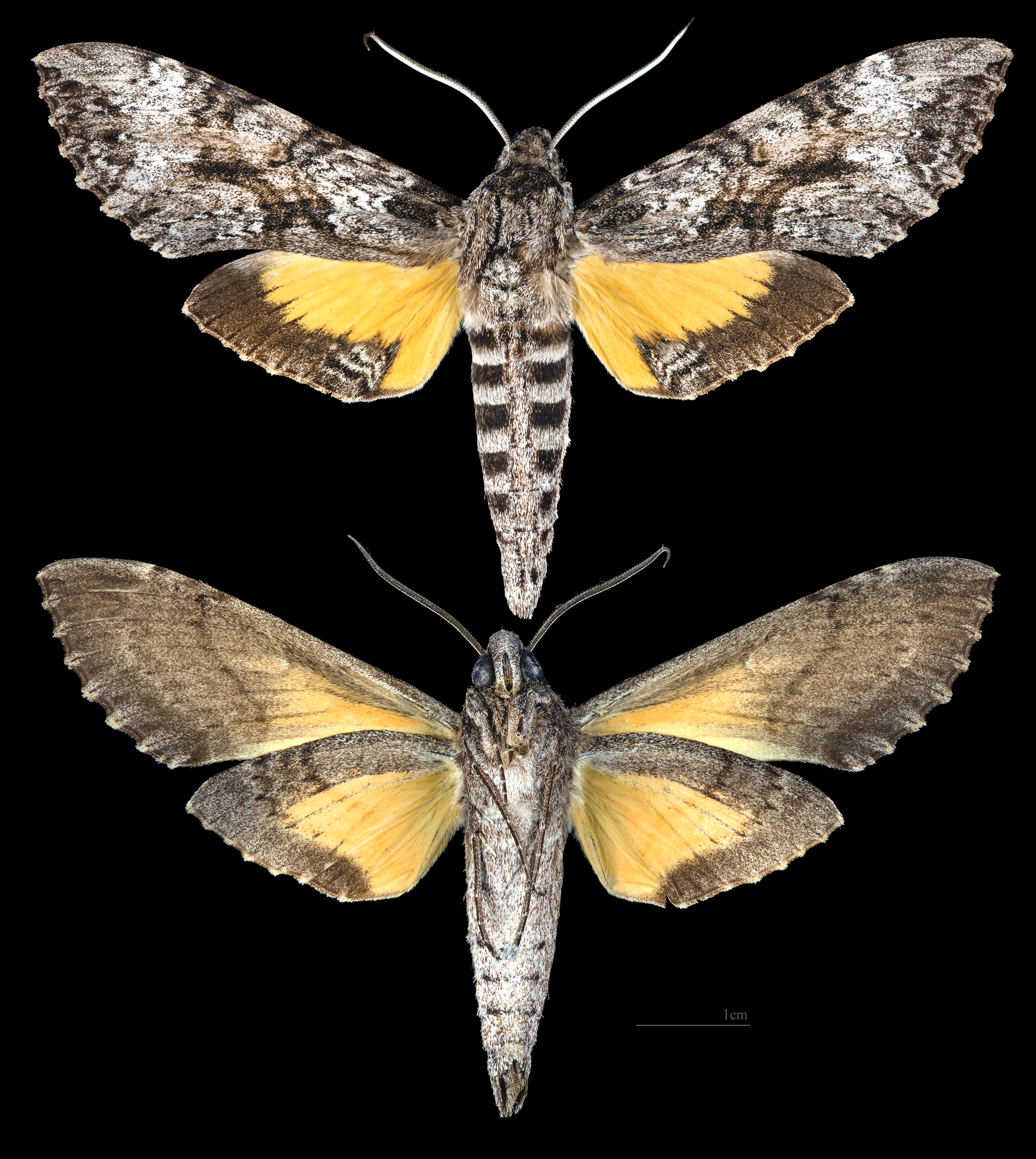
Isognathus rimosa
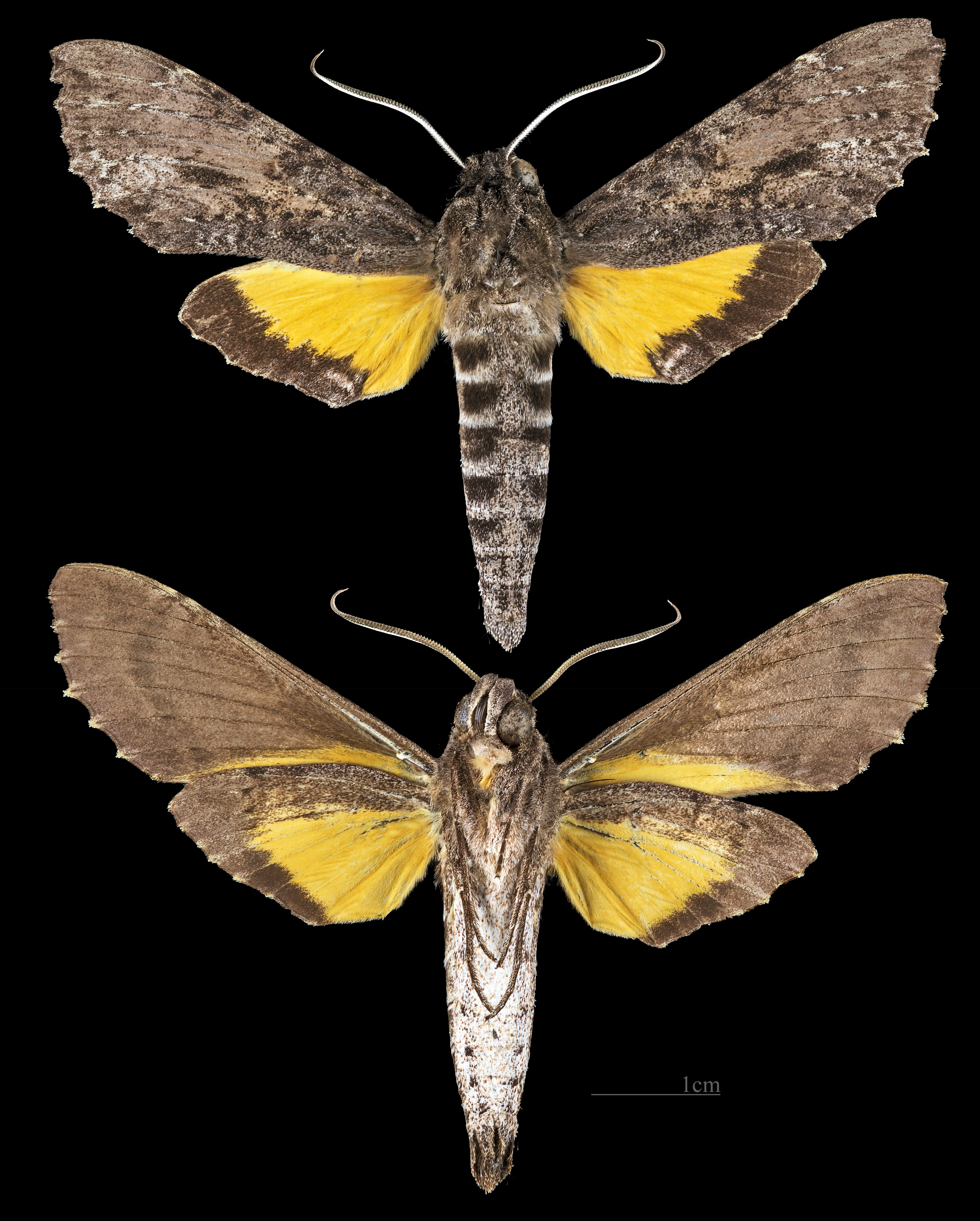
Isognathus scyron
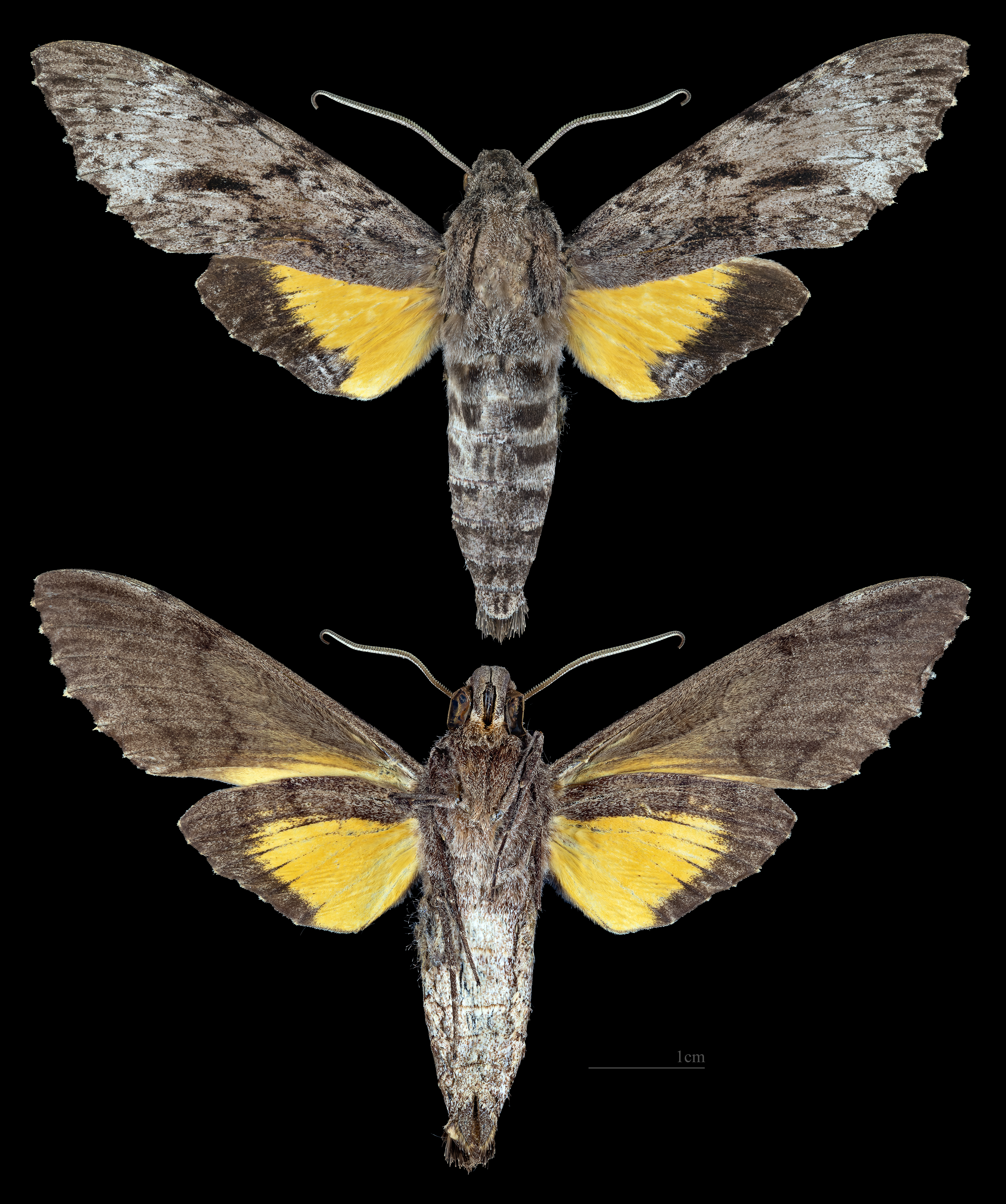
Isognathus swainsonii

## Belege